# De Beughem

Wapen van de familie van Beughem

De Beughem is een Zuid-Nederlandse adellijke familie.

## Geschiedenis
- Koning Filips IV van Spanje verleende in 1654 adelsrehabilitatie en indien nodig adelsverheffing aan Jean van Beughem, heer van Ottignies, commissaris voor het schouwen van de troepen in de Spaanse Nederlanden.
- Dezelfde koning verleende de persoonlijke titel ridder aan de voornoemde Jean van Beughem.
- In 1756 verleende keizerin Maria Theresia de titel burggraaf, overdraagbaar bij eerstgeboorte aan jonkheer Jean-Joseph-Hyacinthe van Beughem (1711-1787), heer van Capelle, Ramsdonk en Houthem, woudmeester van het hertogdom Brabant. De titel werd overgedragen op zijn kleinzoon Antoine-Charles-Hyacinthe de Beughem (° Brussel 1771), getrouwd in 1801 met Catherine-Josèphe van der Fosse.

Anno 2017 leefden er nog vijf mannelijke telgen, de laatste geboren in 2010.

## De Beughem de Houtem
- Ferdinand Adolphe Ghislain burggraaf de Beughem de Houtem (Brussel, 12 januari 1802 - Sint-Joost-ten-Noode, 27 december 1853), zoon van Antoine de Beughem (zie hierboven), werd in 1823 onder het Verenigd Koninkrijk der Nederlanden erkend in de erfelijke adel met de titel burggraaf, overdraagbaar bij eerstgeboorte. Hij trouwde in 1827 met zijn nicht, gravin Julienne Cornet de Grez (1803-1875). Ze kregen zes zonen en een dochter.
  - Charles-Ferdinand de Beughem de Houtem (1828-1882) trouwde in 1857 met Marie-Louise de Fœstraets (1825-1861). Hij trad een tweede maal, in 1868, in het huwelijk met Valentine de Saint-Genois des Mottes (1846-1895), met wie hij twee dochters had. Hij was kunstschilder met voorkeur voor marines en landschappen. Hij stelde herhaaldelijk tentoon in Gent, Namen en Brussel. 
    - Ferdinand burggraaf de Beughem de Houtem (1861-1926) was buitengewoon gezant en gevolmachtigd minister, grootmeester van het huis van koningin Elisabeth. Hij trouwde in Parijs in 1909 - hij was toen 48 - met de 24-jarige Irene Hare (1885-1979). Het echtpaar bleef kinderloos en hiermee doofde deze familietak uit.

  - Jhr. Arthur de Beughem de Houtem (1829-1889), Belgisch senator. Hij trouwde met jkvr. Alix de Baillet (1842-1881). Ze hadden een zoon en drie dochters.
    - Edmond burggraaf de Beughem de Houtem (1866-1932), luitenant-kolonel en arrondissementscommissaris voor Mechelen. Hij trouwde met jkvr. Alix della Faille de Leverghem (1865-1928). 
      - Arthur Charles burggraaf de Beughem de Houtem (1892-1961), burgemeester van Lippelo, gehuwd met burggravin Coraly van Eyll (1900-2004), die er het Hof te Melis bewoonde.
      - Jhr. Jean Thierry de Beughem de Houtem (1906-1956); trouwde met gravin Marie-Elisabeth d'Oultremont (1909-1988) aan wie in 1975 bij Koninklijk Besluit toestemming werd verleend de titel van burggravin te voeren voor de naam van haar overleden man. Ze kregen drie kinderen, met afstammelingen tot heden.
        - Dr. Charles-Antoine burggraaf de Beughem de Houtem (1932-2024)
          - Jhr. ir. Emmanuel de Beughem de Houtem (1967), Chef de famille

## De Beughem de Nederheembeke
Antoine Alphonse Ghislain de Beughem de Nederheembeke (Brussel, 19 augustus 1804 - 18 februari 1882) werd, zoals zijn oudere broer Ferdinand de Beughem de Houtem (1802-1853), in 1823 erkend in de erfelijke adel. Hij trouwde in 1829 te Luik met Marie Anne Lambertine de Geradon (1804-1840) en hertrouwde met haar zus Louise Caroline de Geradon (1801-1882). 
Dochter Emilie Thérèse Louise Ghislaine de Beughem de Nederheembeke (1830-1876) huwde in 1855 met Jean Frédéric Auguste de Peñaranda de Franchimont (1829-1902). Hun zoon Charles Antoine de Peñaranda de Franchimont (1861-1924) trouwde met Paula Jooris (1870-1960), met wie hij twee zoons heeft (met afstammelingen tot heden).
Zoon Frédéric de Peñaranda de Franchimont (1893-1984), majoor en hoofd van de inlichtingendiensten, werd in 1952 bevorderd tot baron, overdraagbare titel bij eerstgeboorte.